# حصان أيسلندي
الحصان الأيسلندي هو أحد سلالات الخيل منشأها آيسلندا. ورغم قصر تلك الخيول، وحجمها القزمي إلا أنها يشار إليها بالأحصنة. يعيش الحصان الأيسلندي لفترات طويلة ويتحمل المشاق. في أيسلندا، يمنع القانون الأيسلندي استيراد الخيول، وكذلك إعادة استيراد الخيول التي سبق تصديرها، للحفاظ على الخيول الأيسلندية من الأمراض. ولا زالت تلك الخيول تستخدم في أعمال الحقل في أيسلندا، كذلك في العروض الاستعراضية وسباقات الخيول.
نشأت تلك السلالة من تزواج أفراس قزمة جلبها المستوطنون الإسكندنافيون معهم في القرنين التاسع والعاشر الميلادي، لذا فقد ورد ذكرها الأدب وسجلات التاريخ الأيسلندي. أنشأت أول جمعية لتلك الخيول في أيسلندا في سنة 1904 م، واليوم هناك 19 منظمة في بلدان مختلفة تنظم وترعى هذه السلالة.